# بوالحسن (بانه)
بوالحسن (بانه)، روستایی از توابع بخش نمشیر شهرستان بانه در استان کردستان ایران است.
روستای بوالحسن‌ درسال۱۳۶۶و۱۳۶۷ توسط حمله‌ی شیمیایی صدام قرار گرفت که همزمان بود با بمباران شیمیایی شهر حلبچه در این حمله اندکی از مردم روستا جان باختن وشهید شدندوبیشتر مردم این روستا جانباز شدند.
تاریخچه
روستای بوالحسن درسال ۱۲۰۶ میلادی هم تاریخ با تاجگذاری چنگیزخان مغول تاسیس شد. این روستا توسط ۱عموودوتابرادرزاده تاسیس شده که نامشنان گمنام است.
سال‌های ۱۳۶۶و۱۳۶۷بمباران شیمیایی

## جمعیت
این روستا در دهستان بوالحسن قرار دارد و براساس سرشماری مرکز آمار ایران در سال ۱۳۸۵، جمعیت آن ۱٬۱۹۵ نفر (۱۹۵خانوار) بوده‌است.